# Потьомкін Лев Львович
Лев Львович Потьомкін (1905 — 1989) — радянський актор оперети, театру і кіно. 

## Біографія
Народився 13 березня (26 березня за новим стилем) 1905 року в Москві. 
Батько — Лев Львович Потьомкін (1879-1943) працював телеграфістом. Мати — Софія Михайлівна (до шлюбу Григор'єва) була домогосподаркою, займалася вихованням сина і дочки. У 1907 році вона розлучилася з чоловіком і в подальшому ростила дітей самостійно. 
Закінчив 5-ю Санкт-Петербурзьку гімназію, в якій навчався до осені 1917 року . Після цього сім'я Потьомкін поїхала в Симбірськ і, проживши там одну зиму, в 1918 році повернулися на постійне місце проживання в Москву. 
У 1922 році, закінчивши філія 5-й Московській гімназії, Лев Потьомкін почав свій творчий шлях як актор в колективі соціально-героїчного театру під керівництвом В. І. Крилова, а потім перейшов в класичний театр імені Россова. 
Як драматичний актор працював в московських театрах: 
- У 1922-1939 роках — актор Класичного театру імені Россова.
- У 1939-1945 роках — працював в Державному Новому театрі (Московському драматичному).
- У 1945-1950 роках — працював в Театрі-студії кіноактора.
- У 1950-1964 роках — актор Московської оперети.

У 1929 році Потьомкін разом з дружиною, актрисою Ніною Михайлівною Ситін, на якій він одружився в 1928 році, працював у державному центральному ТЮГу. 
З початком Великої Вітчизняної війни, 1 серпня 1941 року, Потьомкін був направлений в місто Горький для проходження навчання в сержантській школі, але незабаром, за наказом командування, був відряджений у зв'язку з призначенням на посаду начальника клубу. Там Потьомкін організував ансамбль Червоної художньої самодіяльності, з яким роз'їжджав по фронтах війни. Навесні 1942 року його виступ подивився маршал Ворошилов, після чого Лев Львович був відряджений до Москви в грудні цього ж року. Потім, до демобілізації в 1945 році, Лев Львович служив в складі ансамблю Московського військового округу. 
Потьомкін — виконавець гротескових ролей у фільмах 1940-1960-х років. Сподвижник Олександра Роу і учасник майже всіх його кіноказок. Співавтор сценарію фільму «Фініст — Ясний Сокіл». Вів роботу з озвучення мультфільмів . 
Актор вів активне громадське життя, був головою місцевкому, організовував шефські концерти. Після смерті Г. Ярона в Театрі оперети пройшла велика скорочення штату, і серед звільнених опинився і Лев Потьомкін. 
Протягом останніх двох років він тяжко хворів і жив у Будинку ветеранів сцени імені А. А. Яблочкіної. 
Помер 2 березня 1989 року. 

## Нагороди
Медаль "За перемогу над Німеччиною у Великій Вітчизняній війні. 1941-1945 рр." 